# 인촌상
인촌상(仁村賞)은  대한민국의 제2대 부통령인 인촌 김성수의 생일인 매년 10월 11일 모범 언론인 혹은 교육, 산업기술, 언론출판, 공공봉사, 문학, 학술 등 사회분야에 공적을 쌓은 인물에게 인촌기념회에서 제정, 수여하는 상으로, 상의 이름은 김성수의 아호인 인촌에서 따서 명명하였다. 1회 수상자로는 함석헌, 꽃동네, 소설가 황순원, 고려대학교 의학교수 이호왕이었으며 매년 4월, 5월에 시상 후보를 선정 추천받아 심사한 뒤, 인촌 김성수의 생일에 인촌기념회에서 시상한다.

## 역대 수상자
|             | 교육                          | 언론               | 문학               | 학술                           | 산업기술                    | 공공봉사                   |
| ----------- | ----------------------------- | ------------------ | ------------------ | ------------------------------ | --------------------------- | -------------------------- |
| 1987년 1회  |                               | 함석헌             | 황순원             | 이호왕 고려대 의학 교수        |                             | 꽃동네                     |
| 1988년 2회  | 조용구 전 배명학원 이사장     |                    | 박두진             | 김원용 전 서울대 고고학 교수   |                             |                            |
| 1989년 3회  |                               |                    | 김성한             | 이은웅 서울대 농학 교수        | 최태섭 전 한국유리공업 회장 | 최귀희 전 자유재활원장     |
| 1990년 4회  | 이상훈 전 인성개발연구원 대표 |                    | 박경리             | 이기백 한림대 교수             |                             |                            |
| 1991년 5회  |                               | 박권상             | 박재삼             | 백용균 한양대 명예교수         | 김선홍 전 기아그룹 회장     | 김기창 전 한국농아복지회장 |
| 1992년 6회  | 이창로 대광학원 부이사장      | 기독교방송         | 윤석중             | 김태길 서울대 명예교수         |                             | 유경운 여수 애양재활병원장 |
| 1993년 7회  | 서강대학교                    | 한만년 일조각 사장 |                    | 이주천 한국과학기술원 석좌교수 | 김향수 전 아남그룹 명예회장 |                            |
| 1994년 8회  | 김애마 전 이화여대 사범대학장 |                    | 최일남             | 이기영 전 동국대 철학교수      |                             | 언더우드 일가              |
| 1995년 9회  | 임석재 전 서울대 교육학 교수  |                    | 피천득             | 윤능민 서강대 화학과 명예교수  | 김재철 동원산업 회장        |                            |
| 1996년 10회 | 김동국 수봉재활원장           |                    | 김종길             | 박송배 한국과학기술원 명예교수 | 허진규 일진그룹 회장        | 수녀 강성숙                |
| 1997년 11회 | 현승종 건국대 이사장          |                    |                    | 조기준 고려대 명예교수         | 이용태 전 삼보컴퓨터 회장   |                            |
| 1998년 12회 |                               |                    | 김춘수             |                                |                             | 원경선 풀무원 원장         |
| 1999년 13회 | 김종철                        |                    |                    | 이상수                         |                             |                            |
| 2000년 14회 |                               | 김성재 일지사 대표 | 박완서             |                                | 안철수                      | 조아라 광주YWCA명예회장    |
| 2001년 15회 | 엄규백 양정고 교장            |                    |                    | 이현철                         | 강명순 한양대 명예교수      |                            |
| 2002년 16회 |                               |                    | 유종호 연세대 교수 |                                | 윤종용 삼성전자 부회장      | 전봉윤 다운센터 소장       |
| 2003년 17회 | 정범모 한림대 석좌교수        | 박맹호 민음사 대표 | 이청준             | 박종현 성균관대 명예교수       |                             |                            |

|             | 교육                       | 언론출판                     | 산업기술                    | 인문사회문학                         | 자연과학                       | 공공봉사                            |
| ----------- | -------------------------- | ---------------------------- | --------------------------- | ------------------------------------ | ------------------------------ | ----------------------------------- |
| 2004년 18회 | 정의숙 이화학당 명예이사장 |                              | 김쌍수 LG전자 부회장        | 김충렬 고려대 명예교수               | 임지순 서울대 물리학부 교수    | 한명자 충북 청원군 금관보건진료소장 |
| 2005년 19회 |                            | 관훈클럽                     | 정몽구 현대·기아자동차 회장 | 김우창 고려대 명예교수               | 황우석 서울대 석좌교수 (취소)1 |                                     |
| 2006년 20회 | 조완규 전 교육부장관       | 이기웅 도서출판 열화당 대표  | 이구택 포스코 회장          | 박이문 연세대 특별초빙교수           | 장진 경희대 물리학과 교수      | 김종태 평화의마을 대표              |
| 2007년 21회 |                            | 남시욱 세종대 석좌교수       | 허동수 GS칼텍스 회장        | 고범서 전 한림대 한림과학원 석좌교수 | 강석중 한국과학기술원 교수     | 장순명 밀양영남병원 외과 과장       |
| 2008년 22회 | 서남표 KAIST 총장          | 정진석 한국외국어대 명예교수 | 허영섭 녹십자 대표이사 회장 | 차하순 서강대 명예교수               | 국양 서울대 교수               |                                     |
| 2009년 23회 | 이원희 대원학원 이사장     |                              | 최길선 현대중공업 사장      | 김화영 고려대 명예교수               | 황인환 포스텍 생명과학과 교수  | 태화 샘솟는 집                      |
| 2010년 24회 |                            | 이명동 전 동아일보 부국장    | 김정식 대덕전자 회장        |                                      | 천진우 연세대 화학과 교수      | 김천주 대한주부클럽연합회장         |
| 2011년 25회 | 서울여자상고               |                              | 정범식 호남석유화학 대표    | 김주영                               | 강현배 인하대 수학과 교수      | 김성수 푸르메재단 이사장            |
| 2012년 26회 | 서울과학고                 |                              | 권오현 삼성전자 부회장      | 임형택 성균관대 명예교수             | 김은준 KAIST 석좌교수          | 이길여 가천길재단 회장              |
| 2013년 27회 | 서울예술대                 |                              |                             | 한상복 서울대 명예교수               | 조재필 UNIST 교수              |                                     |

|             | 교육                                     | 언론·문화                      | 인문·사회                      | 과학·기술                                                       | 특별상                                      |
| ----------- | ---------------------------------------- | ------------------------------ | ------------------------------ | --------------------------------------------------------------- | ------------------------------------------- |
| 2014년 28회 | 안병영                                   | 한글학회                       | 김경동 카이스트 초빙교수       | 유진녕 LG화학 기술연구원장                                      |                                             |
| 2015년 29회 | 류경희 살레시오여자고등학교 교장         | 한종우 성곡언론문화재단 이사장 | 김학주 서울대 명예교수         | 서영준 서울대 약대 교수 이용훈 인촌재단이사장 성낙인 서울대총장 |                                             |
| 2016년 30회 | 홍성대 상산학원 이사장                   | 김병익 문학과지성사 고문       | 백완기 고려대 명예교수         | 염한웅 포항공대 교수                                            |                                             |
| 2017년 31회 | 김형석 연세대 명예교수                   | 강효 줄리어드 음대 교수        | 이상섭 연세대 명예교수         | 김종승 고려대 교수                                              |                                             |
| 2018년 32회 | 김종기 푸른나무 청예단 설립자            | 한태숙 연극연출가              | 이정식 펜실베이니아대 명예교수 | 황철성 서울대 교수                                              |                                             |
| 2019년 33회 | 이돈희 서울대 명예교수                   | 한강 소설가                    | 김호동 서울대 동양사학과 교수  | 박병욱 서울대 통계학과 교수                                     |                                             |
| 2020년 34회 | 한동대학교                               | 봉준호 영화감독                |                                | 차국헌 서울대 교수                                              |                                             |
| 2021년 35회 | 아주자동차대학교                         | 박세은 발레리나                | 이종화 고려대 교수             | 선양국 한양대 교수                                              |                                             |
| 2022년 36회 | 민족사관고등학교                         | 이수지 그림책 작가             | 김인환 고려대 명예교수         | 권성훈 서울대 교수                                              | 한국항공우주연구원 한국형발사체개발사업본부 |
| 2023년 37회 | 이대봉 서울예술학원 이사장·참빛그룹 회장 | 김종규 문화유산국민신탁 이사장 |                                | 최순원 미국 MIT 물리학과 교수                                   |                                             |

1 인촌 기념회는 2006년에 줄기세포 논문 조작 사건을 일으킨 황우석에게 수여했던 인촌상을 취소했다.

## 특별상
2007년 김용준 고려대 명예교수 2008년 이훈동 조선내화 명예회장은 특별 부문으로 수상하였다.

## 같이 보기
- 동아일보